# El Bolsón
El Bolsón és una ciutat i municipi argentí al departament Bariloche, en la província de Província de Río Negro. El municipi és al costat del Cerro Piltriquitrón, arribant a 420 msnm. El cens de l'INDEC del 2010 estimava la seva població en 19.009 habitants.
En la localitat de la ciutat fou poblada a finals del segle xix pels pagesos i caçadors, a la forma de instal·lar-se en un lloc. El municipi fou fundat en 1926 per un grup d'homes, inclòs un ciutadà originari del País Basc.